# Trichomycterus candidus
Trichomycterus candidus är en fiskart som först beskrevs av Miranda Ribeiro, 1949.  Trichomycterus candidus ingår i släktet Trichomycterus och familjen Trichomycteridae. Inga underarter finns listade i Catalogue of Life.